# NFPA 704

Позначка Safety Square

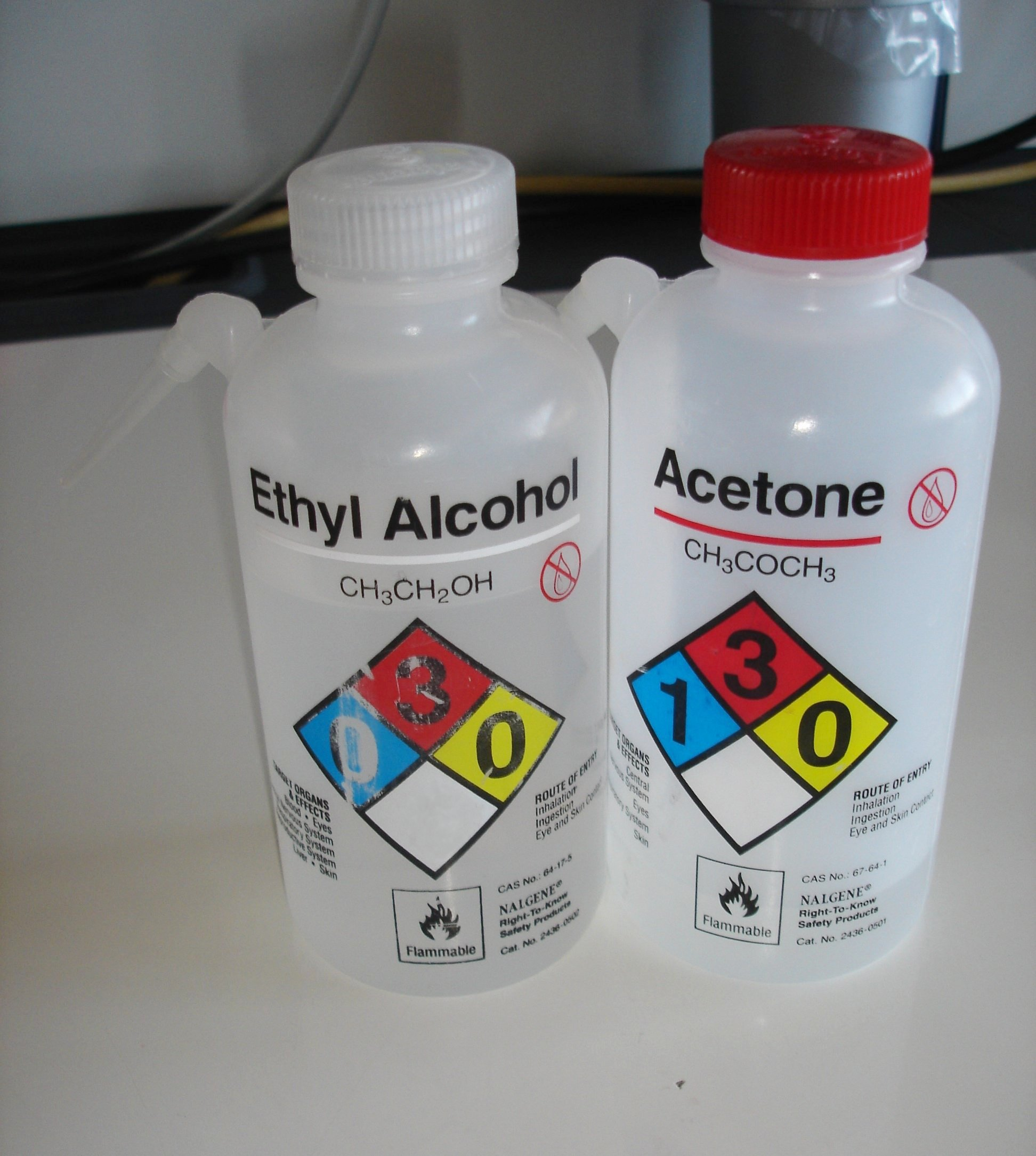
Дві пластикові ємності з етиловим спитром (ліворуч) та ацетоном (праворуч), промарковані згідно з NFPA 704

«NFPA 704: Стандартизована система для ідентифікації небезпечних матеріалів при ліквідації надзвичайних ситуацій» — це стандарт, який підтримується американською Національною Асоціацією Протипожежного Захисту. Вперше «попередньо прийняті як посібник» в 1960, і з того часу переглядалися кілька разів. В розмовній мові вживається як «Safety Square» або «fire diamond» і використовується персоналом аварійних служб для швидкого та легкого визначення ризиків, пов'язаних із небезпечними матеріалами. В разі потреби, це допомагає визначити, чи потрібно використовувати спеціальне обладнання, і які спеціальні процедури проводити, або які вживати попередні заходи на початкових етапах надзвичайних ситуацій.

## Коди
Чотири секції зазвичай кольорово забарвлені: червоним — горючість, синім — небезпека для здоров'я, жовтим — реакційна здатність, білий простір призначений для спеціальних кодів небезпеки. Кожна із небезпек для здоров'я, займання та реакційної здатності оцінюються за шкалою від 0 (безпечні) до 4-х (серйозний ризик). Числові значення в перших колонках, призначених для звичайних «Ступенів небезпеки», вказуються, використовуючи арабську нумерацію (0, 1, 2, 3, 4). Не варто плутати з іншою системою класифікації, такою, як коди NFPA 30 легкозаймистих та горючих рідин, де категорії вказуються із використанням римської нумерації (I, II, III).
| Горючість (червоний) | Горючість (червоний) |
| -------------------- | --- |
| 0                    | Матеріали, які не будуть горіти за звичайних умов пожежі (наприклад, Тетрахлорметан), в тому числі дійсно негорючі матеріали, такі, як бетон, камінь та пісок (Матеріали, які не будуть горіти на повітрі при температурі 82 °C протягом 5 хвилин)                                                                                         |
| 1                    | Матеріали, які потребують значного нагрівання, яке перевищує температуру навколишнього середовища, перш ніж може розпочатися загоряння та горіння (наприклад, мінеральні оливи). Включає в себе також завислі тверді мілкодисперсні частинки, які не потребують попереднього нагрівання перед займанням. Температура спалаху 93 °C і вище. |
| 2                    | Перед займанням матеріали попередньо мають піддаватися помірному нагріванню або температурам, які значно перевищують довколишнє середовище (наприклад дизельне паливо). Включає в себе також завислі тверді мілкодисперсні частинки, які не потребують попереднього нагрівання перед займанням. Температура спалаху між 38 °C і 93 °C.     |
| 3                    | Практично всі рідини та тверді речовини (включаючи завислі тверді мілкодисперсні частинки), які можуть займатися за температурних умов навколишнього середовища (наприклад бензин). Рідини, які мають температуру спалаху менше 23 °C і температуру кипіння менш ніж 38 °C, або мають температуру спалаху поміж 23 °C і 38 °C.             |
| 4                    | Швидко, або повністю випаровуються за нормальних температур і атмосферного тиску, або легко дисперговані на повітрі і готові до запалювання (наприклад ацетилен, діетилцинк). Включають пірофорні речовини. Температура спалаху менше 23 °C.                                                                                               |

| Здоров'я (синя) | Здоров'я (синя) |
| --------------- | --- |
| 0               | Не несе ніякої небезпеки для здоров'я, не потрібно жодних запобіжних заходів, як для звичайних горючих матеріалів (наприклад деревина)                      |
| 1               | Може викликати лише легке подразнення та незначні залишкові травми (наприклад ацетон)                                                                       |
| 2               | Інтенсивна або тривала, але не хронічна дія може викликати тимчасове виведення із ладу, можливі залишкові травми (наприклад діетиловий етер)                |
| 3               | Короткочасний вплив може призвести до серйозних тимчасових, або помірних залишкових травм (наприклад хлор)                                                  |
| 4               | Короткочасний вплив може призвести до смерті, або значних залишкових травм (наприклад синильна кислота, фосфін, чадний газ, зарин, фтористоводнева кислота) |

| Реакційність-нестабільність (жовтий) | Реакційність-нестабільність (жовтий) |
| ------------------------------------ | --- |
| 0                                    | Зазвичай стабільні, навіть за умови дії полум'я, не взаємодіє із водою (наприклад гелій) |
| 1                                    | Зазвичай стабільні, але можуть ставати нестабільними при підвищенні температури і тиску (наприклад пропілен) |
| 2                                    | Відбуваються сильні хімічні зміни під дією температури або тиску, бурхливо взаємодіє із водою, або може утворювати із нею вибухонебезпечні суміші (наприклад білий фосфор, калій, натрій)                                                       |
| 3                                    | Можлива детонація або вибухове розкладання, але потребує сильного джерела ініціювання або попереднього нагрівання в замкненому просторі, бурхливо взаємодіє із водою, або детонує від потужного удару (наприклад нітрат амонію, трифтор хлорид) |
| 4                                    | Здатні до детонації чи вибухового розкладання за нормальної температури і тиску (наприклад нітрогліцерин) |

| Спеціальні позначки (білий)                                                                                  | Спеціальні позначки (білий)                                                                                        |
| --- | --- |
| Біле поле «особливих відміток» може містити кілька символів. Наступні символи визначені стандартом NFPA 704. | |
| OX | Окисник, дає змогу горіти хімікатам без доступу повітря (наприклад перхлорат калію, нітрат амонію, перекис водню). |
| W | Взаємодіє із водою із незвичайним або небезпечним методом (наприклад цезій, натрій, сульфатна кислота).            |
| SA | Звичайні задушливі гази. Безпосередньо перераховані гази: азот, гелій, неон, аргон, криптон та ксенон.             |

| Додаткові позначки (білий) | Додаткові позначки (білий)                                                         |
| --- | ---------------------------------------------------------------------------------- |
| Ці коди небезпеки не є стандартами NFPA 704, але іноді можуть використовуватися без офіційного затвердження. Використання нестандартних кодів може бути дозволеним, необхідним, або й забороненим місцевими органами управління (наприклад пожежною охороною). |                                                                                    |
| COR | Корозійні матеріали; сильні кислоти (наприклад сульфатна кислота, гідроксид калію) |
| ACID | Кислоти чи луги, для конкретизації                                                 |
| ALK | Кислоти чи луги, для конкретизації                                                 |
| BIO | Біологічна небезпека (наприклад вірус віспи)                                       |
| | Біологічна небезпека (наприклад вірус віспи)                                       |
| POI | Отрути (наприклад стрихнін)                                                        |
| RA | Радіоактивність (наприклад плутоній, уран)                                         |
| RAD | Радіоактивність (наприклад плутоній, уран)                                         |
| | Радіоактивність (наприклад плутоній, уран)                                         |
| CYL | Кріогеніка (наприклад рідкий азот)                                                 |
| CRYO | Кріогеніка (наприклад рідкий азот)                                                 |